# Meiganga
Meiganga este un oraș din Camerun din provincia Adamawa. În 2012 avea 41.314 de locuitori.